# Misvisning
Misvisning i forbindelse med et magnetisk kompas er det fænomen, at kompassets nål peger i andre retninger end sand eller geografisk nord. Det er der tre primære årsager til:
- Magnetisk deklination; Jordens magnetiske poler ligger dels i en betragtelig afstand fra dens geografiske poler; de magnetiske poler ligger endda ikke på linje med Jordens centrum.
- Deviation; Hvis et kompas ikke anbringes meget langt fra "uvedkommende" magnetfelter, f.eks. fra objekter af jern eller strømførende elektriske ledninger, vil disses magnetfelter forstyrre kompassets visning. Da det er svært at undgå såvel jernkomponenter og elektriske ledninger i skibe, flyvemaskiner og andre fartøjer der bruger et kompas, "accepterer" man fejlvisningen og forsyner evt. kompasset med en deviationstabel; en oversigt der viser hvilken kurs man skal "vælge" på kompasset for at følge en bestemt, "virkelig" kompaskurs.
- Magnetisk inklination: Kompasnåle er almindeligvis indrettet til at dreje i det vandrette plan, men i praksis ligger den direkte retning til de magnetiske poler et stykke under horisonten; den såkaldte magnetiske inklination. Nålen vil forsøge at pege så direkte mod den magnetiske pol som muligt, men når nålen er indenfor nogle få grader fra retningen til den magnetiske pol, trækker de magnetiske kræfter nålen nedad frem for til en af siderne: Med mindre nålens leje er helt frit for friktion, kan nålen godt "finde hvile" et par grader ved siden af den "lige vej" til den magnetiske pol.

## Accelerations- og decelerationsfejl
I de kompasser der bruges i mindre sportsfly er kompasnålens leje ikke anbragt præcis i midten af den magnetiske kompasnål, men så tilpas meget "ved siden af" midten til, at den ene ende af nålen "hænger nedad" i en vinkel der nogenlunde svarer til de breddegrader, kompasset skal bruges ved. Derved elimineres fejl som følge af den magnetiske inklination; til gengæld påvirkes den "lange ende" af kompasnålen af flyvemaskinens bevægelser: Hvis en flyvemaskine flyver lige ud på vej mod øst eller vest, og så enten accelererer eller decelererer ("bremser op"), vil inertien få den lange ende af kompasnålen til at svinge ud, og dermed indikere en kursændring selv om flyvemaskinen ikke drejer.
Af den grund bruges kompasset kun lejlighedsvis til at justere flyvemaskinens retningsgyro efter, på tidspunkter hvor der flyves lige ud ved konstant fart.